# Kingoland
 (février 2023).
La mise en forme du texte ne suit pas les recommandations de Wikipédia : il faut le « wikifier ».
Les points d'amélioration suivants sont les cas les plus fréquents. Le détail des points à revoir est peut-être précisé sur la page de discussion.
- Les titres sont pré-formatés par le logiciel. Ils ne sont ni en capitales, ni en gras.
- Le texte ne doit pas être écrit en capitales (les noms de famille non plus), ni en gras, ni en italique, ni en « petit »…
- Le gras n'est utilisé que pour surligner le titre de l'article dans l'introduction, une seule fois.
- L'italique est rarement utilisé : mots en langue étrangère, titres d'œuvres, noms de bateaux, etc.
- Les citations ne sont pas en italique mais en corps de texte normal. Elles sont entourées par des guillemets français : « et ».
- Les listes à puces sont à éviter, des paragraphes rédigés étant largement préférés. Les tableaux sont à réserver à la présentation de données structurées (résultats, etc.).
- Les appels de note de bas de page (petits chiffres en exposant, introduits par l'outil «  Source ») sont à placer entre la fin de phrase et le point final[comme ça].
- Les liens internes (vers d'autres articles de Wikipédia) sont à choisir avec parcimonie. Créez des liens vers des articles approfondissant le sujet. Les termes génériques sans rapport avec le sujet sont à éviter, ainsi que les répétitions de liens vers un même terme.
- Les liens externes sont à placer uniquement dans une section « Liens externes », à la fin de l'article. Ces liens sont à choisir avec parcimonie suivant les règles définies. Si un lien sert de source à l'article, son insertion dans le texte est à faire par les notes de bas de page.
- La présentation des références doit suivre les conventions bibliographiques. Il est recommandé d'utiliser les modèles {{Ouvrage}}, {{Chapitre}}, {{Article}}, {{Lien web}} et/ou {{Bibliographie}}. Le mode d'édition visuel peut mettre en forme automatiquement les références.
- Insérer une infobox (cadre d'informations à droite) n'est pas obligatoire pour parachever la mise en page.

Pour une aide détaillée, merci de consulter Aide:Wikification.
Si vous pensez que ces points ont été résolus, vous pouvez retirer ce bandeau et améliorer la mise en forme d'un autre article.
Kingoland est un parc d'attractions français situé à Plumelin, en bord de la RN24 dans le Morbihan, ouvert le 19 avril 2014.

## Histoire
Le parc est ouvert en avril 2014 et inauguré le 27 juin 2014. 2 millions d'euros sont investis à la création du parc. Il fonctionne un semestre par an, de Pâques à la Toussaint.
Les dirigeants, de la SAS Kingoland, espéraient 50 000 visiteurs pour la première année d'exploitation. Cet objectif est presque atteint avec 43 000 visiteurs, dont 10 000 sur les deux premiers mois. Il bat ce chiffre en 2015, avec 62 000 visiteurs. En 2016 il accueille 88 000 visiteurs. 120 000 visiteurs sont accueillis en 2019. Après deux années de covid-19 en 2020 et 2021, kingoland atteint un nouveau record de visiteurs en 2022 avec 180 000 visiteurs 
Le parc a comme mascotte un singe du nom de Kingo qui a été rejoint en 2021 par Kinna.

## Montagnes russes
Le parc possède quatre attractions de type montagnes russes[réf. nécessaire] : 
- Le Speed Chenille, inauguré en 2014, construit par Soquet et racheté à l'ancien parc Fami P.A.R.C
- Le Apollo Steamrocket, inauguré en 2014, construit par Pinfari, précédemment Montagnes du Grand Canyon à OK Corral
- Le Gold Rush, inauguré en 2020, construit par Pinfari, précédemment Python à Gulliver's Milton Keynes
- Le Maranello Twist, inauguré en 2023 et construit par EOS Rides

## Composition du parc
Le parc se divise en sept zones thématiques personnalisées par des décors adéquats.

### Kingo Village
Cette zone est l'entrée et la rue principale du parc, elle est composée d'une boutique, d'un snack et autres services et de sept attractions (en 2025) :
- Les Tykawaks - spectacle de marionnettes - 2014 (puis supprimé en 2015)
- Miroirs de Narcisse - Miroirs déformants - 2014
- Le Kingo Express - Train touristique - 2014
- Parcaboul - Piscine à boules - 2014
- Les Chaises Volantes - Chaises volantes - 2014
- Accro Kids - Aire de jeu - 2015
- Circus - Structure gonflable - 2014 (puis supprimé en 2023)
- Les Trampos - Trampoline - 2014
- Les Z'animos du Cirque - Train junior - Falgas 2015 (puis supprimé en 2023)
- Philéas et Cie - Carrousel (loisir) - 2016

### L'univers Steampunk
Cette zone est à gauche du parc, elle est composée de neuf attractions (en 2025)  :
- Apollo Steamrocket - Montagnes russes assises - 2014
- Ciné 6D - Cinéma dynamique - 2014
- Alien zone - Structure gonflable - 2014 (puis supprimé en 2020)
- Nasa Rescue - Carrousel - 2014
- Moon Walk - Structure gonflable - 2014
- Gravity - Enterprise - Huss Park Attractions - 2015
- Les Bully's - Bûches junior - 2014
- La Patrouille des As -  Manège avion - 2016 (puis supprimé en 2022)
- Aéro Swing - Petites chaises volantes - 2016
- Space Ball - 2016 (puis supprimé en 2020)
- Expérience Réalité Virtuelle - 2018 (puis supprimé en 2023)
- Octopus Splash Attack - 2021
- Le Maître des Rêves - Spectacle - 2021 (puis supprimé en 2022)
- Les Montgolfières - 2022

### Le monde automobile
Cette zone est au milieu du parc, elle est composée d'un snack, autres services, et de dix attractions (en 2025) :
- Speed Chenille - Montagnes russes junior - 2014
- Maranello - Parcours de karting - 2014 (puis supprimé en 2023)
- The Race - Structure gonflable - 2016
- Willys Tour - Mini-jeep - 2014 (puis supprimé en 2019)
- Les Tacots - 2019
- Les Ptit's Bolides - Parcours de voiture - 2015
- Crash Cars - Auto-tamponneuses - 2014
- Les Bumpers Splash - Bateaux tamponneurs - 2015
- Warm Up - Rainbow (attraction)  - 2017
- Pistone Tower - Tour de chute - SBF Visa - 2018
- Crazy Taxi - Demolition Derby - 2019
- Rock’N’Love - Spectacle - 2022 (puis supprimé en 2023)
- Maranello Twist - Montagnes russes junior - 2023

### Les pirates
Cette zone est composée de six attraction (en 2025) :
- Les Geysers - jet d'eau - 2014 (puis supprimé en 2016)
- Adventure Mini Golf - Minigolf - 2014
- Le Galion Maudit - Bateau à bascule - SBF Visa Group - 2014
- Le Splash - Structure gonflable aquatique - 2014 (puis supprimé en 2023)
- Le Mega Splash - Structure gonflable aquatique - 2016 (puis supprimé en 2023)
- Le Repère du Poulpe - Carrousel - 2016 (puis supprimé en 2023)
- Le Trésor des Pirates - Spectacle - 2020 (puis supprimé en 
2021)
- Les caravelles de Jack Hamilton - 2023
- A l'abordage - Structure gonflable - 2023
- L’Odyssée d’Eva Black - Spectacle - 2024 (puis supprimé en 2025)
- La tour des moussallion - Mini tour de chute - 2024
- Le repère des pirates – Splash aventure - Parcours scénique aquatique- 2024

### Le Western
Cette zone est composée de quatre attractions et d'un point de snacking (en 2025):
- Pony Express - Chevaux Galopants - Metallbau Emmeln - 2015
- Old West Shooting - Parcours scénique interactif - 2016
- Timber Splash - Bûches (attraction) - Reverchon Industries - 2017
- Saloon Circus - Spectacle - 2019 (puis supprimé en 
2020)
- Gold Rush - Montagnes russes familiales - 2020

### Le Mexique
Cette nouvelle zone ouverte en 2022 est composée uniquement d'un point de restauration. Des attractions seront ajoutés dans les futures années. Elle est située derrière la zone Western.
- Diego et la Légende du Sombrero - Spectacle - 2023 (puis supprimé en 
2024)

### Amérindienne
Cette zone est composée de 2 attractions et d'un spectacle (en 2025:)
- Rabaska-Indiana Canoe - Half pipe - 2025
- Tatanka-Idiane River - Spin Boat - 2025
- Le totem magique - Spectacle - 2025

### Autre
- La Maison hantée - 2016

## Fréquentation
- 2014 : 43 000 visiteurs[6]
- 2015:  62 000 visiteurs[7].
- 2016 : 88 000 visiteurs[8].
- 2017 : 96 000 visiteurs
- 2018 : 103 000 visiteurs
- 2019 : 120 000 visiteurs
- 2020 :  90 000 visiteurs (ouvert seulement trois mois et demi pour cause de l'épidémie du covid-19)
- 2021 : 100 000 visiteurs (ouvert seulement trois mois et demi pour cause de l'épidémie du covid-19)
- 2022 : 180 000 visiteurs
- 2023 : 192 000 visiteurs
- 2024 : 202 000 visiteurs[1]